# Hamza Essalouh
Hamza Essalouh est un acteur, humoriste et scénariste belgo-marocain. Il réside en Belgique.

## Biographie
Après un baccalauréat scientifique, il étudie le design graphique à l’École supérieure des arts visuels de Marrakech, puis obtient un master en arts visuels au Conservatoire royal de Mons en 2019.

## Débuts sur scène
Il débarque à Bruxelles en 2019 sous le nom d'artiste Mizoo Point et commence à se faire connaître en tant qu’humoriste. Il enchaîne plusieurs premières parties au Comedy club Le kings d'Ixelles  à Bruxelles, avant de présenter son premier spectacle de stand-up Mizoo prend son pied au théâtre Le Petit Chapeau Rond Rouge . 
En 2020, il écrit les paroles, réalise le clip et interprète une reprise engagée du titre Formidable de Stromae, revisitée en version covid, saluée par la presse belge.
Par la suite en 2021, sous le nom d'artiste Mizoo, il participe à l’émission Tarmac Comedy, diffusée sur Tarmac (média) / RTBF.

## Carrière
En 2023 et 2024, il incarne le rôle principal de Mizoo dans la série télévisée RTBF Les Chroniques du Charbon saisons 1 et 2, qu’il co-scénarise également. 
En 2024, il prête sa voix au personnage de Nabil dans le podcast Global 404 (saison 2). 
Il participe aussi à des projets de stand‑up comme Comedy Class avec Éric et Ramzy sur Prime Video, et tient une chronique radio intitulée Une dose d’humour sur BX1.
En 2025, il interprète Jason dans la série télévisée belge Quiproquo réalisée par Benjamin Viré et Maxime Pistorio.
Il a joué dans le court-métrage Samia réalisé par Selma Alaoui et Bruno Tracq qui remporte le prix de la presse au Brussels Short Film Festival.
Il interprète ensuite le personnage de Karim dans Au bord du monde, son premier tournage pour le cinéma, réalisé par Guérin Van de Vorst et Sophie Muselle. Il y donne la réplique à Mara Taquin, Sacha Deprez et Nathalie Richard.
Le film est couronné de l’Astor d’or du Meilleur Film au Festival international du film de Mar del Plata en Argentine.

## Filmographie

### Télévision
- 2023–2025 : Les Chroniques du charbon : Mizoo
- 2025 : Quiproquo (série télévisée) : Jason

### Podcast
- 2024 : Global 404 (saison 2) : Nabil (voix)

### Cinéma
- 2024 : Samia : Amine
- 2025 : Au bord du monde : Karim

### Scène / Web
- Mizoo Tarmac Comedy : Rtbf
- Une dose d’humour : chronique radio sur BX1

## Langues
Il parle le français, l’arabe dialectal marocain et l’anglais.